# Phil O’Donnell
Phil O’Donnell (ur. 25 marca 1972 w Bellshill, zm. 29 grudnia 2007 w Motherwell) – szkocki piłkarz występujący na pozycji pomocnika. Wychowanek klubu występującego w Scottish Premier League, Motherwell, którego był kapitanem.
Piłkarz profesjonalną karierę zaczął w roku 1991 w klubie Motherwell, w wieku 19 lat. Zdobył Puchar Szkocji w 1991, w finale wygrywając z Dundee United 4:3. To spowodowało, że podpisał kontrakt z Celtikiem Glasgow w 1994, za 1,75 miliona funtów brytyjskich, co jest rekordem Motherwell do dziś.
W barwach Celticu wygrał 1:0 w finale Pucharu Szkocji w 1995. W 1999 grając już w Sheffield Wednesday doznał urazu kostki. W tym klubie zagrał tylko 20 ligowych meczów, balansował między rezerwami a pierwszą drużyną do 2003, gdy kontrakt mu się zakończył.
W 2004 przeszedł z powrotem do Motherwell. Zmarł w szpitalu 29 grudnia 2007 o 17.28 po tym, jak stracił przytomność w meczu ligowym z Dundee United wygranym przez jego drużynę 5:3. Serce odmówiło posłuszeństwa. Zostawił żonę i osierocił czwórkę dzieci.